# Transgression marine Dunkerque I
La transgression marine Dunkerque I, qui a lieu de 5 500 à 2 000 ans avant notre ère, est marquée par une transgression de la mer du Nord, qui envahit les zones de faible altitude situées sur son littoral méridional et crée le pas de Calais. 
La mer occupe alors l'actuelle plaine maritime flamande, y déposant du sable sur 25 à 30 mètres d'épaisseur. Pendant les périodes de repli de la mer (régressions) ultérieures, les rivières venant des collines de l'Artois ou du Massif ardennais apportent des vases argileuses sur lesquelles la végétation s'installe. 

## Histoire géologique du littoral de la mer du Nord

### Transgression flandrienne et transgression Dunkerque I
La montée générale du niveau marin au début de l'Holocène, période (toujours en cours) qui commence vers -10 000, succédant au Pléistocène, est appelé transgression flandrienne.
Cet épisode survient après la dernière grande glaciation quaternaire, la glaciation vistulienne, qui dure (environ) de -115000 à -10000, appelée glaciation de Würm en ce qui concerne les Alpes. 
La transgression marine Dunkerque I correspond aux modalités de la transgression flandrienne sur le littoral méridional de la mer du Nord (littoral du département français du Nord et de la Belgique) et dans la région du pas de Calais.  

### Situation régionale à la fin de la glaciation vistulienne
À la fin du Tardiglaciaire (Postglaciaire, juste avant l'Holocène qui commence il y a environ 10 000 ans), du Préboréal au Subboréal (Holocène), un chenal principal serpente dans une vaste région marécageuse. 

### La transgression Dunkerque I
Le début de la transgression du Calaisien[pas clair] (transition Boréal-Atlantique durant l'Holocène) se met en place. Pendant cette période, l’Atlantique envahit progressivement le bassin. 
Des phases de stagnation ou de légère régression du niveau marin interrompent cette progression ; lors de ces phases de relative tranquillité, se développent des marais tourbeux ou vaseux. 
La remontée du niveau de la mer s’arrête à la fin de la chronozone Atlantique[pas clair]. 

### Situation à la fin de la transgression
La tourbe du Subboréal est ensuite recouverte par les sédiments marins du Dunkerquien[pas clair].

### La plaine maritime flamande

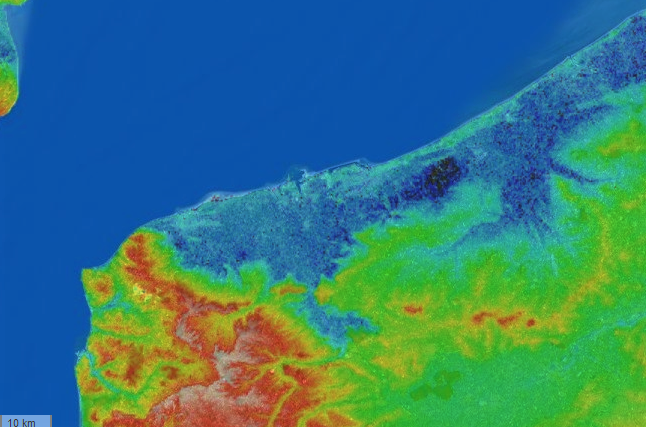
La carte topographique actuelle du Nord de la France, qui marque les altitudes en fausses couleurs, révéle (en bleu) les golfes de l'Aa et de l'Yser. En cas de transgression marine, le trait de côte a dû être ramené aux zones en vert.

## Conséquences

### L'estuaire de l'Aa
- Voir article sur l'Aa, fleuve côtier coulant à l'ouest de Dunkerque, indiquant les travaux réalisés sur son estuaire

### La falaise de Sangatte
- Voir article sur la falaise de Sangatte, curiosité géomorphologique encore mal expliquée

### Le bassin de Saint-Omer
Le marais de Saint-Omer est alimenté par l’Aa et de petits cours d'eau boulonnais. Avant d'être maîtrisé par les hommes (drainage et irrigation), il est issu des variations du niveau de la mer durant l'Holocène.
Avant les glaciations quaternaires, le bassin est incisé dans les roches du Tertiaire. Puis les sédiments issus du Quaternaire colmatent le secteur.[pas clair]